# Tombel
Tombel est une commune du Cameroun située dans la région du Sud-Ouest et le département de la Koupé-Manengouba.

## Géographie
La localité est située sur la route provinciale P17 à 50 km au sud du chef-lieu départemental Bangem, au nord de l'axe Loum-Kumba, à 38 km à l'est de Kumba et à 8 km à l'ouest de Loum dans la région Littoral. La commune s'étend du nord au sud, du Parc national de Bakossi au nord à la vallée du fleuve Moungo au sud et au flanc occidental du Mont Koupé (2 064 m) à l'est.
| Konye, Nguti | Bangem | Manjo        |
| Kumba II     | Tombel | Loum         |
| Kumba III    | Mombo  | Njombe-Penja |

## Histoire
Comme d'autres viles camerounaises, Tombel est le théâtre en mai 1955 de manifestations contre l’arrestation de militants indépendantistes. Au moins trois manifestants sont abattus.
À partir du milieu des années 1950, les migrants bamilékés deviennent la cible des élites autochtones qui les accusent d'avoir accaparé les terres les plus fertiles et de favoriser le « terrorisme ». En 1965, des groupes bakossi (autochtones) constituent des milices pour combattre les rebelles et se voient offrir, à partir d'aout 1966, des armes par les autorités et un encadrement par la police mobile du département.
Le 31 décembre 1966, ces milices attaquent plusieurs villages et procèdent à une extermination méthodique des villageois bamilékés. Officiellement, les massacres ont fait 236 morts et un millier de blessés.

## Population
Lors du recensement de 2005, la commune comptait 57 017 habitants, dont 15 632 pour Tombel Ville. Les Bakossi, les peuples des Hauts-Plateaux camerounais (Bamilékés), les Nigérians, les Banyang et les Oroko forment les principaux groupes ethniques de la commune.

## Chefferies traditionnelles
La commune compte 53 chefferies de 3e degré et deux chefferies de 2e degré :
- Chefferie Tombel-Town
- Chefferie Nyasoso

## Structure administrative de la commune
Outre la ville de Tombel et ses différents quartiers, la commune comprend notamment les villages suivants  :
- Atob
- Bambele
- Bajoh
- Bakolle
- Bangone
- Baseng
- Bekume
- Bendume
- Buba ou Bouba
- Bulutu
- Ebome
- Ebonji
- Ebubu
- Edib ou Edibe
- Edipinjock
- Ehom
- Ekeb
- Etam
- Etanenbu
- Eyange
- Douala Makambo
- Kack
- Kodmin
- Kola
- Kupe
- Mbabe
- Mahole
- Mbogmut
- Mbomekoged
- Mbule ou Mbulle
- Mekedmbeng
- Mekom
- Melongo
- Menge
- Menyom
- Mesaka
- Mpako I
- Mpako II
- Muahunembeng
- Muayam
- Muasong
- Muyuka
- Ndibenjock
- Ndisi
- Ndom
- Ngomboku
- Ngombombeng
- Ngusi
- Nhiangse
- Nlog
- Nsoke ou Nsuke
- Nyalle
- Nyandong
- Nyasoso
- Peng
- Yorge

## Environnement et aires protégées
La partie la plus au nord de la commune s'étend sur le Parc national de Bakossi, Les zones forestières classées sous statut protégé comprennent le Parc national de Bakossi (29 320 ha), la réserve écologique intégrale du mont Koupé (4 676 ha), la réserve écologique intégrale du lac d’Edib (80 ha).